# Brian Gionta
Brian Joseph Gionta, född 18 januari 1979 i Rochester, New York, är en amerikansk professionell ishockeyspelare som spelar för Buffalo Sabres i NHL. Han har tidigare spelat för New Jersey Devils och Montreal Canadiens.
Gionta är en av de kortaste spelarna i hela NHL; han är bara 170 cm lång och väger runt 80 kg. Säsongen 2005–06 gjorde han 48 mål och 41 assist för totalt 89 poäng för New Jersey Devils, vilket gav honom en topp 15 placering i NHL:s totala poängliga.
Gionta spelade OS för USA 2006. 
Sedan 2010 är Gionta är lagkapten för Montreal Canadiens.
Han är bror till ishockeyspelaren Stephen Gionta.

## Statistik

### Klubbkarriär
| 1997–98    | Boston College Eagles | HE         | 40  | 30  | 32  | 62  | 44  | —   | —  | —  | —  | —  |
| 1998–99    | Boston College Eagles | HE         | 39  | 27  | 33  | 60  | 46  | —   | —  | —  | —  | —  |
| 1999–00    | Boston College Eagles | HE         | 42  | 33  | 23  | 56  | 66  | —   | —  | —  | —  | —  |
| 2000–01    | Boston College Eagles | HE         | 43  | 33  | 21  | 54  | 47  | —   | —  | —  | —  | —  |
| 2001–02    | Albany River Rats     | AHL        | 37  | 9   | 16  | 25  | 18  | —   | —  | —  | —  | —  |
| 2001–02    | New Jersey Devils     | NHL        | 33  | 4   | 7   | 11  | 8   | 6   | 2  | 2  | 4  | 0  |
| 2002–03    | New Jersey Devils     | NHL        | 58  | 12  | 13  | 25  | 23  | 24  | 1  | 8  | 9  | 6  |
| 2003–04    | New Jersey Devils     | NHL        | 75  | 21  | 8   | 29  | 36  | 5   | 2  | 3  | 5  | 0  |
| 2004–05    | Albany River Rats     | AHL        | 15  | 5   | 7   | 12  | 10  | —   | —  | —  | —  | —  |
| 2005–06    | New Jersey Devils     | NHL        | 82  | 48  | 41  | 89  | 46  | 9   | 3  | 4  | 7  | 2  |
| 2006–07    | New Jersey Devils     | NHL        | 62  | 25  | 20  | 45  | 36  | 11  | 8  | 1  | 9  | 4  |
| 2007–08    | New Jersey Devils     | NHL        | 82  | 22  | 31  | 53  | 46  | 5   | 1  | 0  | 1  | 2  |
| 2008–09    | New Jersey Devils     | NHL        | 81  | 20  | 40  | 60  | 32  | 7   | 2  | 3  | 5  | 4  |
| 2009–10    | Montreal Canadiens    | NHL        | 61  | 28  | 18  | 46  | 26  | 19  | 9  | 6  | 15 | 14 |
| 2010–11    | Montreal Canadiens    | NHL        | 82  | 29  | 17  | 46  | 24  | 7   | 3  | 2  | 5  | 0  |
| 2011–12    | Montreal Canadiens    | NHL        | 31  | 8   | 7   | 15  | 16  | —   | —  | —  | —  | —  |
| 2012–13    | Montreal Canadiens    | NHL        | 48  | 14  | 12  | 26  | 8   | 2   | 0  | 1  | 1  | 0  |
| 2013–14    | Montreal Canadiens    | NHL        | 81  | 18  | 22  | 40  | 22  | 17  | 1  | 6  | 7  | 2  |
| 2014–15    | Buffalo Sabres        | NHL        | 69  | 13  | 22  | 35  | 18  | —   | —  | —  | —  | —  |
| 2015–16    | Buffalo Sabres        | 79         | 12  | 21  | 33  | 12  | —   | —   | —  | —  | —  |    |
| NHL totalt | NHL totalt            | NHL totalt | 924 | 274 | 279 | 553 | 353 | 112 | 32 | 36 | 68 | 34 |

### Internationellt
| År            | Lag           | Turnering     |    | Matcher | Mål | Assist | Poäng | Utv |
| ------------- | ------------- | ------------- | -- | ------- | --- | ------ | ----- | --- |
| 1998          | USA           | JVM           | 7  | 5       | 3   | 8      | 0     |     |
| 1999          | USA           | JVM           | 6  | 6       | 5   | 11     | 6     |     |
| 2000          | USA           | VM            | 7  | 2       | 1   | 3      | 2     |     |
| 2001          | USA           | VM            | 9  | 2       | 0   | 2      | 6     |     |
| 2005          | USA           | VM            | 7  | 2       | 1   | 3      | 6     |     |
| 2006          | USA           | OS            | 6  | 4       | 0   | 4      | 2     |     |
| Junior totalt | Junior totalt | Junior totalt | 13 | 11      | 8   | 19     | 6     |     |
| Senior totalt | Senior totalt | Senior totalt | 29 | 10      | 2   | 12     | 16    |     |